# Tillandsia tetrantha
Espèce
Classification phylogénétique
Tillandsia tetrantha Ruiz & Pav. est une espèce de plantes à fleurs de la famille des Bromeliaceae.
L'épithète tetrantha signifie « à quatre fleurs » et se rapporte à l'aspect des épillets de l'inflorescence, comme illustré par l'image du protologue.

## Protologue et Type nomenclatural
Tillandsia tetrantha Ruiz & Pav., Fl. Peruv. 3: 39, n°1, tab. 265 (1802)
Diagnose originale  :
« T. erecta, pedunculis reflexis quadrifloris. »
Type : Fl. Peruv. : tab. 265 (1802) // leg. H.Ruiz Lopez & J.A.Pavon y Jiménez ; Holotypus MA (cf. IPNI).

## Synonymie

### Synonymie nomenclaturale
- Racinaea tetrantha (Ruiz & Pav.) M.A.Spencer & L.B.Sm.
- Billbergia tetrantha (Ruiz & Pav.) Beer

### Synonymie taxonomique
(aucune)

## Écologie et habitat
- Typologie : plante herbacée en rosette monocarpique vivace par ses rejets latéraux ; épiphyte[1],[2] ou saxicole[1].
- Habitat : milieux forestiers[1],[2].
- Altitude : ?

## Distribution
- Antilles :
  -  Cuba[2]
  - Hispaniola[2]
- Amérique centrale :
  -  Costa Rica[2]
- Amérique du Sud :
  -  Colombie[2]
  -  Équateur[2]
  -  Pérou
    - Régions andines[1],[3]

  -  Venezuela[2]

## Taxons infra spécifiques

### Tillandsia tetranthavar.tetrantha
(autonyme)
Altitude : 1800-3250 m.
Distribution : 
- Pérou[2]
  - nord du Pérou[3]
- Venezuela[2]

### Tillandsia tetranthavar.aurantiaca(Griseb.) L.B.Sm.
Tillandsia tetrantha var. aurantiaca L.B.Sm., in Contr. Gray Herb. 89: 15 (1930)
Synonymie :
- [ basionyme ] Tillandsia aurantiaca Griseb.
- Racinaea tetrantha var. aurantiaca (Griseb.) M.A.Spencer & L.B.Sm.
- Tussacia fulgens Klotzsch ex Beer[4],[2]
  - Tillandsia fulgens (Klotzsch ex Beer) Mez[4],[2]
- Catopsis garckeana Wittm[4],[2].

Altitude : 750-3300 m.
Distribution :
- -  Colombie[4],[2]
  -  Équateur[4],[2]
  -  Pérou[4]
    - Nord du Pérou[2]
    - Ayabaca[4]

  -  Venezuela[4],[2]

### Tillandsia tetranthavar.caribaea(L.B.Sm.) Gouda
Tillandsia tetrantha var. caribaea (L.B.Sm.) Gouda, Fl. Guianas, ser. A, Phanerogams 3(189): 65 (1987)
Synonymie :
- [ basionyme ] Tillandsia caribeae L.B.Sm.
- Racinaea tetrantha var. caribaea (L.B.Sm.) M.A.Spencer & L.B.Sm.

Altitude : 1050-2400 m.
Distribution:
- Costa Rica[2]
- Cuba[2]
- Hispaniola[2]
- Venezuela[2]

### Tillandsia tetranthavar.densiflora(André) L.B.Sm.
Tillandsia tetrantha var. densiflora (André) L.B.Sm., in Contr. Gray Herb. 89: 15 (1930)
Synonymie :
- [ basionyme ] Tillandsia aurantiaca var. densiflora André
- Racinaea tetrantha var. densiflora (André) M.A.Spencer & L.B.Sm.
- Tillandsia fulgens var. densiflora (André) Mez

Altitude : 2250-2900 m.
Distribution :
- Équateur[4],[2]
- Colombie[4],[2]

### Tillandsia tetranthavar.miniata(André) L.B.Sm.
Tillandsia tetrantha var. miniata (André) L.B.Sm., in Contr. Gray Herb. 89: 15 (1930)
Synonymie :
- [ basionyme ] Tillandsia aurantiaca var. miniata André
- Racinaea tetrantha var. miniata (André) M.A.Spencer & L.B.Sm.
- Tillansia aurantiaca var. densiflora André[4]
  - Tillandsia fulgens var. densiflora (André) Mez

Altitude : 2700-3375 m.
Distribution :
- Colombie[4],[2]
- Équateur[4],[2]
- Venezuela
  - W du Venezuela[2]

### Tillandsia tetranthavar.ramosiorL.B.Sm.
L'épithète ramosior signifie « plus ramifié » et se rapporte à l'aspect de l'inflorescence.
Tillandsia tetrantha var. ramosior L.B.Sm., in Phytologia 13(2): 147 (1966)
Diagnose originale  :
« A var. tetrantha et varietatibus alteris inflorescentia tripinnata differt. A T. bakeri L. B. Smith bracteis primariis, florigeris floribusque majoribus, et a T. tripinnata (Baker) Mez spicarum rhachibus vix angulatis nec geniculatis differt. »
Type :
- leg. J.K.Wright & P.C.Hutchison, n° 5669, 1964-06-14 ; « Peru. Department Amazonas. Province Chachapoyas. Cerros Calla Calla, 18 km above Leimebamba (km. 410) on road to Balsas. Alt. 3100 m. » ; Holotypus US National Herbarium (US 00091123)
- leg. J.K.Wright & P.C.Hutchison, n° 5669, 1964-06-14 ; « Peru. Cerros Calla Calla, east side, 18 km above Leimebamba on the road to Balsas. Alt. 3100 m. » ; Isotypus NY (NY 247375)
- leg. J.K.Wright & P.C.Hutchison, n° 5669, 1964-06-14 ; « Peru. Cerros Calla Calla, east side, 18 km above Leimebamba on the road to Balsas. Alt. 3100 m. » ; Isotypus NY (NY 247376)
- leg. J.K.Wright & P.C.Hutchison, n° 5669, 1964-06-14 ; « Peru: Province of Chachapoyas, Department of Amazonas: Cerros Calla Calla, east side,18 km above Leimebamba on the road to Balsas. Alt. 3100 m. » ; Isotypus MO (MO-104662)
- leg. J.K.Wright & P.C.Hutchison, n° 5669, 1964-06-14 ; Isotypus UC.

Synonymie :
- Racinaea tetrantha var. ramosior (L.B.Sm.) Spencer & L.B.Sm.

Altitude : 3100 m
Distribution :
- Équateur[2]
- Pérou[2]
  - Amazonas
    - Chachapoyas[5]

### Tillandsia tetranthavar.scarlatina(André) L.B.Sm.
Tillandsia tetrantha var. scarlatina (André) L.B.Sm., in Contr. Gray Herb. 89: 15 (1930)
Synonymie :
- [ basionyme ] Tillandsia aurantiaca var. scarlatina André
- Racinaea tetrantha var. scarlatina (André) M.A.Spencer & L.B.Sm.

Altitude : 2400-3800 m.
Distribution :
- Colombie[4]
  - Sud de la Colombie[2]
- Équateur[4],[2]
- Venezuela
  - W du Venezuela[2]

### Tillandsia tetranthavar.typicaL.B.Sm.
Tillandsia tetrantha var. typica L.B.Sm., in Contr. Gray Herb. 89: 42 (1930)
Synonymie :
- Tillandsia tetrantha var. tetrantha